# Семичи
Семичи (англ. Semichi Islands, алеут. Samiyan, Самиян) — группа островов в составе Ближних островов, которые в свою очередь входят в состав Алеутских островов. В административном отношении входят в состав штата Аляска, США.

## География

Спутниковый снимок островов

Все острова имеют вулканическое происхождение; растительный покров — довольно скудный. Омываются Беринговым морем и Тихим океаном. Группа включает 3 главных острова: Алаид, Низкий, Шемья и 2 маленьких островка: Хаммерхед и Лотус. Острова расположены на юго-восток от острова Атту и на северо-восток от Агатту. Максимальная высота островов над уровнем моря составляет 204 м (о. Алаид).
Семичи являются важным гнездовьем для краснолицего баклана и серокрылой чайки. Кроме того, острова представляют собой место обитания различных водоплавающих птиц. В значительных количествах здесь гнездится алеутский подвид малой канадской казарки, а обыкновенная гага и гусь белошей проводят на островах зиму. В больших количествах на Семичах водится чёрный кулик-сорока.